# 少年たち (ミュージカル)
『少年たち』（しょうねんたち）は、ジャニーズ事務所の所属タレントが多数出演するミュージカル作品。様々な事情で刑務所に入った少年たちによる友情、平和、夢をテーマにしたエンターテインメントショー。1969年に初演されて以降、事務所に所属する若手メンバーの登竜門的な作品となっている。
1969年に発売されたLPレコード『フォーリーブス・ヤング・サプライズ 少年たち ―小さな抵抗―』を基に、同年12月に同曲を用いたミュージカル版をフォーリーブスが上演し、その後も改訂を加えながら再演されたことで“少年たちシリーズ”として知られるようになった。1975年には、当時のジャニーズJr.によっても上演された。そして時を経て2010年より、関西ジャニーズJr.やA.B.C-Z、Kis-My-Ft2らの主演によって再演されることとなった。2015年からは“戦争と平和”をテーマに上演されている。
作・企画・構成・演出はジャニー喜多川。ジャニーが死去した2019年からは滝沢秀明、2023年は岩本照が演出を手掛けた。

## フォーリーブスの「少年たち」
1. ヤングサプライズ「少年たち ―小さな抵抗―」[1]（1969年12月、大阪フェスティバルホール、日生劇場）
2. 少年たちシリーズ第2作 〜 ミュージカル'70「少年たち 〜完結篇〜[4]」（1970年5月30日、6月1日 日生劇場）
3. 少年たちシリーズ第3作 〜 フォーリーブス・ミュージカル「素足でかける時[注 2]」（1970年。文化庁芸術祭参加作品。企画・構成・演出：フォーリーブス）
4. 少年たちシリーズ第4作 〜 フォーリーブス・ミュージカル「太陽からの少年」（1971年4月）
5. 少年たちシリーズ第5作 〜 フォーリーブス・ミュージカル「明日なき友情」（1971年8月）
6. 少年たちシリーズ第6作 〜 フォーリーブス・ライブ・ミュージカル「生きていくのは僕たちだ!」（1971年10月29日、31日：帝国劇場。名古屋・大阪巡回公演。文化庁芸術祭参加作品）
7. フォーリーブス結成10周年記念リサイタルVol.1 ライブ・ミュージカル「少年たちパートⅡ 〜 青春の光と影」（1976年3月31日 - 4月18日[7]）

## ライブ・ミュージカル 『少年たち 〜フォーリーブス・不朽の名作〜』 (1975年)
1975年4月5日 - 7日に東京、同年5月3日に名古屋、同年5月4日 - 5日に大阪で上演された。出演者はJOHNNYS' ジュニア・スペシャル、井上純一、豊川誕、リトル・リーブス、中谷良、八田英士。

## 少年たち 格子無き牢獄 (2010年)
2010年8月に大阪松竹座にて関西ジャニーズJr.が、9月に東京日生劇場にてA.B.C-ZとKis-My-Ft2が上演。タイトルは同じだが、演出の大半がメンバーたちに任されており、出演者それぞれが意見を出し合い、個々のキャラクターや持ち味を生かした演目が披露されたため、大阪と東京では構成やショータイムなどの内容が異なる。2010年8月3日に行われた東京公演の製作発表会見では、一足先に公演が始まった関西ジャニーズJr.の面々からのビデオレターも届き、大阪vs東京でお互い切磋琢磨してよりよい内容を届けたいとの意気込みを述べていた。
東京の日生劇場公演では、なかなか合同稽古ができない中でもスカイプなどを使って打ち合わせを重ね、五関晃一と千賀健永のダンス対決、玉森裕太のドラム演奏、10人が裸でシャワーを浴び、下半身だけを桶で隠しながら踊る入浴シーンなどが披露された。当時Kis-My-Ft2とA.B.C-Zはデビュー前であり、ジャニーズJr.としての出演だったが、事務所社長のジャニー喜多川はこの舞台を観劇したことでKis-My-Ft2をCDデビューさせようと決めたという。
日程
- 大阪・松竹座 （2010年8月3日 - 28日、全35公演〔32公演+追加3公演〕）
- 東京・日生劇場 （2010年9月3日 - 26日、全32公演）

出演
大阪公演
- B.A.D.
  - 桐山照史、中間淳太

- BOYS
  - 中田大智、濵田崇裕

- Veteran
  - 浜中文一、室龍規、伊藤政氏、菊岡正展、室龍太、山碕薫太

- 7 WEST
  - 神山智洋、藤井流星、重岡大毅、竹本慎平、小瀧望、新垣佑斗

- Shadow WEST
  - 向井康二、金内柊真、古謝那伊留、朝田淳弥

- Gang-Star
  - 楠本幸登、フューガルショーン悟空、上村雅哉、有本祐

- Little Gangs
  - 藤原丈一郎、岡崎拓弥、竜田昴征、中田篤志、今江大地

東京公演
- A.B.C-Z
  - 橋本良亮、戸塚祥太、河合郁人、塚田僚一、五関晃一

- Kis-My-Ft2
  - 北山宏光、千賀健永、宮田俊哉、藤ヶ谷太輔、玉森裕太

- Mis Snow Man（看守役）
  - 真田佑馬、野澤祐樹、深澤辰哉、佐久間大介、渡辺翔太、宮舘涼太、岩本照、阿部亮平

- 後藤泰観、石垣大祐、岸本慎太郎

## 少年たち 格子無き牢獄 (2011年)
2011年8月に大阪松竹座にて関西ジャニーズJr.が『少年たち〜格子無き牢獄〜 and SHOW TIME!』、9月に東京日生劇場にてA.B.C-Zと関西ジャニーズJr.が『少年たち 格子無き牢獄』というタイトルで上演。河合郁人が舞台『PLAYZONE'11 SONG & DANC'N.』7月23日公演出演中に左足を脱臼骨折して車いすで出演することになったため、日生劇場公演の方ではサポート役として菊池風磨の出演が急遽決定するなど、7月に事前発表された公式ポスターに掲載されている出演者と実際の出演者が異なった。
公演では去年に続いて「桶ダンス」が披露された。大阪松竹座公演の舞台劇の前後にはSHOW TIMEが設けられ、関西ジャニーズJr.が約20曲のナンバーを披露。日生劇場の公演ではジャニー喜多川が亡くなった服部良一から譲り受けたプリュートナーのピアノの伴奏で、西のメンバーが「買物ブギー」を、東のメンバーが「青い山脈」を歌唱する場面もあった。
日程
- 大阪・松竹座（2011年8月3日 - 27日、全34公演）
- 東京・日生劇場（2011年9月5日 - 29日、全32公演）

出演
大阪公演
- 7 WEST
  - 重岡大毅（新入り 役）、神山智洋、藤井流星、小瀧望、竹本慎平、新垣佑斗

- B.A.D.
  - 桐山照史、中間淳太

- 濵田崇裕 with Veteran
  - 濵田崇裕、浜中文一（看守長 役）、室龍規、菊岡正展、室龍太、山碕薫太

- Shadow WEST
  - 向井康二、金内柊真、古謝那伊留、北田和也、朝田淳弥

- Aぇ少年
  - 吉野伊織、永瀬廉、西畑大吾、白本祥太、正門良規

- 京男
  - 千崎涼太、渡邉黎哉、室将也、仁田直人

東京公演
- A.B.C-Z
  - 戸塚祥太、五関晃一、橋本良亮、塚田僚一、河合郁人

- 関西ジャニーズJr.
  - 重岡大毅、中間淳太、桐山照史、神山智洋、濱田崇裕

- Mis Snow Man
  - 真田佑馬、野澤祐樹

- They武道
  - 江田剛、林翔太

- ジャニーズJr.
  - 岸優太、岸本慎太郎、川島如恵留、仲田拡輝、森田美勇人、渡辺大輝、松本晃央、後藤泰観（バイオリン）、石垣大祐（ピアノ）
  - 倉本郁、松島聡、佐藤勝利、マリウス、羽生田挙武 - 交互出演

- 菊池風磨（特別出演）

## 少年たち 格子無き牢獄 (2012年)
2012年8月に大阪松竹座にて関西ジャニーズJr.が上演。新ユニット「Naniwa Oji」が初お披露目された。
日程
- 大阪・松竹座 （2012年8月4日 - 27日、全34公演）

出演
- B.A.D.
  - 中間淳太、桐山照史

- 7 WEST
  - 重岡大毅、神山智洋、藤井流星、小瀧望

- 濵田崇裕 with Veteran
  - 濵田崇裕、浜中文一、菊岡正展、室龍太、山碕薫太

- Kin Kan
  - 向井康二、金内柊真

- Naniwa Oji
  - 永瀬廉、大西流星、西畑大吾

- Shadow WEST
- Aぇ少年
- Gang Star
- Little Gangs
- Spe千

## 少年たち Jail in the Sky (2012年)
主演はA.B.C-Z。塚田僚一が8月21日の稽古中に右足じん帯を痛めて全治3週間と診断されていたため、アクロバットを封印し、トークを中心に出演した。
日程
- 東京・日生劇場 （2012年9月4日 - 26日）

出演
- A.B.C-Z
  - 戸塚祥太、五関晃一、橋本良亮、塚田僚一、河合郁人

- 関西ジャニーズJr.
  - 重岡大毅、中間淳太、桐山照史、神山智洋、濵田崇裕（看守 役）、藤井流星、小瀧望

- They武道
  - 林翔太、江田剛、山本亮太

- Travis Japan
  - 森田美勇人、川島如恵留、七五三掛龍也、宮近海斗（重岡の弟 役）、阿部顕嵐

- 後藤泰観（バイオリン）、石垣大祐（ピアノ）
- 安井謙太郎、アンダーソン、渡辺大輝、山倉沙瑠芙
- ジャニーズJr.

## 少年たち 世界の夢が・・・戦争を知らない子供達 (2015年)
東京公演ではSixTONESとSnow Manが初主演を務めた。今作からはジャニー喜多川の経験をもとにした戦争ものの要素が加わり、戦争へのメッセージと平和への願いが色濃く込められるようになった。刑務所内における2チームの対立構造は従来通りだが、途中で少年の一人であるジェシーが母国の米国へ強制送還され、兵士として戦場へ送られるプロットが追加されている。
日程
- 大阪・松竹座（2015年8月2日 - 8月26日）
- 東京・日生劇場（2015年9月4日 - 9月27日）

出演
- 関西ジャニーズJr.
  - 西畑大吾、向井康二、室龍太

大阪公演
- 大西流星、藤原丈一郎、大橋和也、朝田淳弥、草間リチャード敬太、林真鳥、今江大地、古謝那伊留、末澤誠也、赤名竜乃介、正門良規、小島健、高橋恭平、道枝駿佑、長尾謙杜、毛利柊和、吉野伊織、石澤晴太郎

東京公演
- SixTONES
  - ジェシー、松村北斗、京本大我、田中樹、森本慎太郎、髙地優吾

- Snow Man
  - 岩本照、深澤辰哉、渡辺翔太、宮舘涼太、佐久間大介、阿部亮平

## 少年たち 危機一髪！(2016年)
主演は去年に引き続きSixTONESとSnow Man。HiHi Jetの4人（橋本涼、井上瑞稀、猪狩蒼弥、髙橋優斗）は帝国劇場で公演する『DREAM BOY』と掛け持ち出演し、本作では2幕前半の劇中（阿部たちが担当するテレビ番組にグループとして登場し「Hi Hi Jet」を歌う）シーンにのみ登場する。
それぞれの理由で投獄された12人の若者たちが、刑務所の中でぶつかり合う姿を描いた1幕の後半では、この作品の名物ともいえるほぼ裸で桶を使って踊る“桶ダンス”が4年ぶりに復活。2幕では昨年までは無かった出所後の様子が描かれ、京本大我作詞、手越祐也が作曲した「茜空」は2幕の劇中歌として使われている。外国籍をもつため出所後は強制送還されて軍隊に入ることになったジェシーと、戦争に青春を奪われた少年・マリウスが物語の中心となって戦争のシリアスな場面を演じる一方、出所してそれぞれ夢を追いかけ始めた11人については明るく描かれ、その対比でより戦争の悲惨さや恐怖が浮き彫りになっている。結末も友人の戦死という重いものであったが、この世界のどこかでは今も戦争が起こっていることと、だからこそありふれた毎日が幸せであるというメッセージを込め、平和への願いを歌った「君にこの歌を」が劇中で何度も披露された。
日程
- 東京・日生劇場（2016年9月4日 - 9月28日）

出演
- SixTONES
  - ジェシー、京本大我（新入り 役）、松村北斗、森本慎太郎、田中樹、髙地優吾

- Snow Man
  - 岩本照、深澤辰哉、渡辺翔太、宮舘涼太、佐久間大介、阿部亮平

- Sexy Zone
  - マリウス葉（特別出演）

- HiHi Jets
  - 橋本涼、井上瑞稀、猪狩蒼弥、髙橋優斗

- あおい輝彦（看守の声、声のみの出演）

## 少年たち 南の島に雪は降る (2017年)
かつてSMAPらが主演した憑流劇である舞台『ANOTHER』の要素が付け加えられた。
日程
- 大阪・松竹座（2017年8月2日 - 27日）

出演
- 関西ジャニーズJr.
  - 西畑大吾、向井康二、大西流星、室龍太（看守長 役）、高橋恭平、道枝駿佑（島の民 役）、長尾謙杜、大橋和也、今江大地、吉岡廉、小島健、正門良規、草間リチャード敬太、藤原丈一郎、佐野晶哉、岡佑吏（看守 役）、岡﨑彪太郎、嶋﨑斗亜、大西風雅、小柴陸（看守 役）、川北翔、當間琉巧、西村拓哉

## 少年たち 〜Born Tomorrow〜 (2017年)
3年連続でSixTONESとSnow Manが主演を務め、大阪公演を含めシリーズ最多71公演が行われた。反戦や友情をテーマに、今回は10代の頃に戦争を体験したジャニー喜多川の実体験が脚本に反映され、橋の下に1人隠れて米軍からの空襲を逃れるなどのシリアスでリアルな戦争描写が増やされた。一方で12人全員が裸になって踊る“桶ダンス”は変わらず披露された。本編でもSnow Manが「Vanishing Over」、SixTONESが「Beautiful Life」 という新曲を披露したが、本編後にある20分間のSHOW TIMEでもさらに両ユニットの新曲2曲が披露され、Snow Manの「VI Guys Snow Man」は振付と構成を岩本照が手掛け、SixTONESの「JAPONICA STYLE」では衣装や詞に“和”が取り入れられた。
日程
- 東京・日生劇場（2017年9月7日 - 9月28日）
- 大阪・松竹座（2017年10月27日 - 11月12日）

出演
- SixTONES
  - ジェシー、髙地優吾、京本大我、松村北斗、森本慎太郎、田中樹

- Snow Man
  - 岩本照、深澤辰哉、渡辺翔太、宮舘涼太、佐久間大介、阿部亮平

- あおい輝彦（声の出演）

## 少年たち LIVE (2017年)
「少年たち」の劇中曲を披露するライブ。
日程
- 愛知・穂の国とよはし芸術劇場 主ホール（2017年10月7日 - 9日）
- 兵庫・姫路市文化センター 大ホール（2017年10月11日）
- 和歌山・和歌山県民文化会館 大ホール（2017年10月13日）
- 広島・広島文化学園HBGホール（2017年10月17日）

出演
- SixTONES
  - ジェシー、髙地優吾、京本大我、松村北斗、森本慎太郎、田中樹

- Snow Man
  - 岩本照、深澤辰哉、渡辺翔太、宮舘涼太、佐久間大介、阿部亮平

## 明日を駆ける少年たち (2018年)
昨年まで西畑大吾のライバル役だった向井康二が暴力で刑務所を支配する冷酷な看守長役、大西流星が演じていた新入りの囚人を長尾謙杜、西畑と向井が演じていた過去に因縁のあるライバル役を道枝駿佑と高橋恭平がそれぞれ演じるなど、2017年版とは配役をガラリと変更。喧嘩に明け暮れていた西畑率いる青チームと大西率いる赤チームが、暴力をふるう看守長から逃れ、自由を求めて手を組んで脱獄を計画するストーリーとなっている。また、本編後もショータイムで「SUPER ROCKET」、「LET ME GO!」、「Midnight Devil」の新曲3曲が披露された。
日程
- 大阪松竹座（2018年8月4日 - 30日）

出演
- 関西ジャニーズJr.
  - 西畑大吾、向井康二、大西流星、室龍太（島の住人 役）、高橋恭平、道枝駿佑、長尾謙杜、大橋和也、今江大地（看守 役）、藤原丈一郎、小島健、正門良規、佐野晶哉、福本大晴、福井宏志朗（看守 役）、岡﨑彪太郎、嶋﨑斗亜、大西風雅、當間琉巧、西村拓哉、朝田淳弥（看守 役）、岡佑吏（看守 役）、河下楽（看守 役）、小柴陸（看守 役）、山本琉輝、辻本良、川北翔、伊藤篤志、丸岡晃聖、大内リオン、山中一輝、浅倉吏玖、竹村翔、佐田一眞、藤森凌駕、小久保澪、真弓孟之

## 少年たち そして、それから・・・ (2018年)
初日の9月7日公演で日生劇場での上演は通算100公演を迎えた。上演時間は幕間や本編後の約20分のショータイムを含む約2時間25分。1幕は例年通り、刑務所内での少年たちの対立や葛藤が描かれ、その中で行われたスポーツ大会でトランポリンを使ったバスケットボールパフォーマンス、シャワータイムでは昨年よりもボリュームアップした桶ダンスも登場した他、Snow Manの「Don't Hold Back」、SixTONESの「Night Train」という新曲も披露された。2幕は昨年とは異なり、戦場へ赴くジェシーの別れのシーンからスタート。他のメンバーも松村と深澤が戦場カメラマンに、田中と渡辺が大道芸人に、森本と宮舘がエアリアルパフォーマーに、髙地と佐久間と阿部がストリートアーティストとなり、それぞれが夢を達成し、各々が平和のためにできることを誓うなど、戦争と平和へのメッセージ性を重視した昨年よりも、家族や仲間との絆がよりクローズアップされた内容となっている。ショータイムではSnow Manが「Party! Party! Party!」、SixTONESが「Hysteria」という新曲をそれぞれ披露し、12人に岩﨑大昇を加えた13人で「We'll Be Together」を歌って幕を閉じた。
会場のロビーには初演前日の9月6日に発生した北海道胆振東部地震への募金箱が設置された。
日程
- 東京・日生劇場（2018年9月7日 - 9月28日）

出演
- SixTONES
  - ジェシー、髙地優吾、京本大我（新入り 役）、松村北斗、森本慎太郎、田中樹

- Snow Man
  - 岩本照、深澤辰哉、渡辺翔太、宮舘涼太、佐久間大介、阿部亮平

- 東京B少年
  - 岩﨑大昇（不思議な少年 役）

- 少年忍者
  - 元木湧、川﨑皇輝、ヴァサイェガ渉（ジェシーの弟 役）、北川拓実、内村颯太、豊田陸人、村上真都ラウール

- あおい輝彦（声の出演）

## 少年たち 青春の光に・・・ (2019年)
なにわ男子が初座長をつとめる。企画・構成・総合演出として名を連ねるジャニー喜多川は公演開始前の7月9日に他界しており、大倉忠義の助言によってショータイムの構成と演出を道枝駿佑、衣装を長尾謙杜が担当、グッズのヘアクリップを大西流星がプロデュースするなど、メンバーにとってかつてない挑戦作となっている。芝居部分の演出は井上尊晶が担当したが、配役は大倉に任された。内容も例年の松竹8月公演とは異なり、格子に見立てたセットを自分たちで動かすなど演劇的な手法が用いられ、過去の公演には見られなかった現代的な演出でお笑い要素を一切なくして劇中は楽曲も3曲にとどめた芝居メインの公演となった。ショータイムの構成は道枝が考え、サマーメドレーやシャッフルメドレーの他、なにわ男子が「アオハル 〜with U with me〜」、Lil かんさいが「Lil Miracle」という新曲をそれぞれ新衣装で披露した。
日程
- 大阪・松竹座（2019年8月2日 - 30日）

出演
- なにわ男子
  - 大村祐二 - 西畑大吾：赤房のリーダー。心優しく仲間から慕われる存在。潤平をかばい看守長から拷問を受ける。
  - 鈴村幸作 - 大西流星：赤房の囚人。廃品からアクセサリーなど器用に作る。
  - 相村潤平 - 道枝駿佑：青房のリーダー。クールで頭脳明晰。弟思い。喧嘩っ早い。
  - 桜木郷 - 高橋恭平：赤房の囚人。元格闘家
  - 大田原君麻呂 - 長尾謙杜：青房の新入り。のんきなおぼっちゃま。
  - 村田宗次郎 - 藤原丈一郎：新人看守。祐二と同級生だった。親身になって少年たちを更生させようとする。実は潜入捜査官。
  - 柿本拓未 - 大橋和也：赤房の新入り。底抜けに明るい楽天家。

- 関西ジャニーズJr.
  - Lil かんさい
    - 波多野六郎 - 嶋﨑斗亜：健太と共にケーキ店を開くことが夢。
    - 飛田カケル - 西村拓哉
    - 山森冬樹 - 大西風雅
    - 竹島優一 - 岡﨑彪太郎
    - 戸隠啓司 - 當間琉巧

  - 落合健太 - 小柴陸：六郎と共にケーキ店を開くことが夢。
  - 森下トオル - 古謝那伊留：祐二をかばい看守長に殺されたかつてのリーダー。
  - 後藤清典 - 岡佑吏
  - 松井進也 - 奥村颯太
  - 時岡洋平 - 浅倉吏玖
  - サトシ - 浦陸斗
  - ムラッチ - 角紳太郎
  - 祐二 - 山中一輝
  - 今江大地、福井宏志朗、河下楽、澤田雅也、吉川太郎：看守
  - 伊藤篤志

- コング桑田：看守長

## 少年たち To be! (2019年)
主演は5年連続となるSixTONESとSnow Manで、今作はSnow Manが9人体制となったため、総勢15人で務めた。第1部の芝居部分と第2部のSHOWTIMEで構成され、上演時間は休憩25分を含む約2時間30分。少年刑務所内でメンバーたちが対立するという構図は残されたものの、戦争というテーマはなくなり、戦地に赴いて少年が亡くなる場面も消えた。これは演出を担当した滝沢秀明が、ジャニー喜多川が病床に伏せ「心がグラグラしていた時で死をテーマに入れたくなかった」ためであるという。そのため前年までの内容は大きく変更され、開幕約6分後にはこれまでのシリーズでは主舞台だった少年刑務所から、自ら牢獄に残ることを選んだジェシーと岩本を除く全員が脱獄した。そして50年後、おじいちゃんになった彼らが刑務所の跡地であるホテルで再会し、昔の思い出を語りあうシーンが描かれている。
企画・構成・総合演出はジャニー喜多川とされているが、すでに他界しているため、メンバーは自分たちのことを手紙に書き、それを脚本家が台本に採用した。50年後のホテルには若返り効果のある風呂がある設定で、シリーズ伝統の桶ダンスも例年以上の長尺で披露されている。1幕の最後ではメンバーが日替わりでメンバーやファンへの思いをしたためた手紙を読み、舞台上でジャニーの肉声が流された。2幕はまるごとショータイムとなっており、フォーリーブスの「君にこの歌を」で幕を開け、Kis-My-Ft2やKAT-TUNら先輩の楽曲をカバーしたり、Snow Manが「Cry out」、SixTONESが「RAM-PAM-PAM」という新曲をそれぞれ披露している。「スイッチメドレー」と称しそれぞれのグループが互いの楽曲「この星の光」と「VI Guys Snow Man」を入れ替えてパフォーマンスする場面もあり、最後は少年隊の「We'll be Together」で幕を閉じた。
日程
- 東京・日生劇場（2019年9月7日 - 28日）

出演
- SixTONES
  - ジェシー、京本大我、松村北斗、髙地優吾、森本慎太郎、田中樹

- Snow Man
  - 岩本照、深澤辰哉、ラウール、渡辺翔太、向井康二、阿部亮平、目黒蓮、宮舘涼太、佐久間大介

## 少年たち 君にこの歌を (2021年)
HiHi Jetsと美 少年が主演を務め、シリーズで初めて新橋演舞場で上演される。演出は滝沢秀明が手掛けたが、ジャニー喜多川が演出した少年刑務所の少年たちの成長を描いたストーリー自体は変わらず、刑務所の入浴シーンでは、公演名物でジャニー喜多川こだわりの桶ダンスも披露された。
公演は幕間休憩無しの約2時間で上演され、本編上演後には約30分のショータイムを実施。それぞれのグループの楽曲が歌唱された他、メンバーが太鼓を叩く上に水が落ちてくる滝沢発案の新たな演目「Crash Beat」が約8分にわたって披露された。
日程
- 東京・新橋演舞場（2021年9月5日 - 27日、全35公演）

出演
- HiHi Jets
  - 髙橋優斗、井上瑞稀、橋本涼、猪狩蒼弥、作間龍斗

- 美 少年
  - 岩﨑大昇、佐藤龍我、那須雄登、浮所飛貴、藤井直樹、金指一世

- 少年忍者
  - 稲葉通陽、鈴木悠仁、川﨑星輝、長瀬結星

## 少年たち あの空を見上げて (2022年)
HiHi Jets、美 少年が主演を務め、新橋演舞場と御園座で上演される。サブタイトルの「あの空を見上げて」には、「地上はどんどん変わっていくけど、空はいつも変わらずにいてくれる。集合場所として空を見つめることで、みんなの心がつながっている」という思いが込められている。2022年8月19日に解禁されたメインビジュアルは、昨年のような赤と青のつなぎ姿ではなく、青空のような背景の前にいるカジュアルな衣装を身に着けたものであったため、ファンからは「新鮮」「みんな爽やかすぎ」と反響があり、Twitter上では「少年たち」がトレンド入りを果たした。
岩﨑をリーダーとする赤と、髙橋をリーダーとする青、2つの房に収監され、喧嘩に明け暮れていた11人の少年たちが、心臓病を患う弟の危篤を理由に一時外出を願い出るも、受け入れられなかったことをきっかけに、脱獄という同じ目的に向うことで、大人や社会への反抗心を爆発させながらも成長していくストーリー。今年は2幕構成で、公演時間は約2時間半。演出を担当した滝沢秀明のオファーにより、昨年は登場しなかった看守長役を内博貴が演じ、物語に深みが増した。例年通り披露された入浴シーンでの桶ダンスの他、Snow ManとSixTONESが主演をしていた2019年以来3年ぶりにバスケットボールのアクロバット演技が急遽復活。練習時間は2,3日しかなかったが、これにより出演者のチームワークは深まったという。2幕のSHOW TIMEでは、HiHi Jetsが「Drop Music」（猪狩蒼弥が振付を担当）、美 少年が「Compass」、そして内も「Never say good-bye」という新曲を披露した。
日程
- 東京・新橋演舞場（2022年9月11日 - 10月13日）
- 愛知・御園座（2022年10月28日 - 11月6日）

出演
- HiHi Jets
  - 髙橋優斗、井上瑞稀、橋本涼、猪狩蒼弥、作間龍斗

- 美 少年
  - 岩﨑大昇、佐藤龍我、那須雄登、浮所飛貴、藤井直樹、金指一世（日記の少年 役）

- 千井野空翔、小鯛詩恩、竹村実悟、関翔馬（看守 役）
- Go!Go!kids
  - 田仲陽成、寺澤小十侑、三村航輝、鮫島令

- フレッシュJr.
  - 鈴木瑛朝、壹岐碧、小山十輝（少年たちの幼少期 役）

- 内博貴（看守長 役）

## 少年たち 闇を突き抜けて (2023年)
美 少年が主演をつとめ、新橋演舞場で上演される。構成・演出は岩本照。岩本が単独で舞台を演出するのは初。また、舞台開幕時のナレーションも担当した。死去後も「エターナル・プロデューサー」として記載されていたジャニー喜多川のクレジットは削除された。
上演時間は休憩含む約2時間40分。少年刑務所で出会った仲間が絆を深めていくという大筋は変わらないものの、時代は20XX年という近未来に設定され、戦争に突入した日本の混乱の中で逮捕されたり、生きるために犯罪を犯して少年刑務所に収監された少年たちが、暴力で支配する看守長やその理不尽な状況から脱獄を決意するというストーリーになっており、冒頭の戦争シーンは実際に起きているロシアによるウクライナ侵攻から取り入れられた。また、今回は敵対する少年同士が大縄跳びで対決するシーンが見所の1つとなっている。なお、今作では本シリーズの代表的な演出であった「桶ダンス」は昨今の状況を踏まえてカットされた。本編終了後の2幕のSHOW TIMEでは、Jr.による「じれったいね」、内による「単純すぎるラブソング」の他、美 少年が新曲「Flicky」（岩本照が振付）を披露した。
日程
- 東京・新橋演舞場（2023年10月4日 - 28日、全35公演・4万9000人動員）

出演
- 美 少年
  - 岩﨑大昇、佐藤龍我、那須雄登、浮所飛貴、藤井直樹、金指一世

- ジャニーズJr.
  - 阿達慶、竹村実悟、千井野空翔、関翔馬、渡邉心、髙橋曽良、堀口由翔、木村来士

- 内博貴（看守長 役）

## 映画
『映画 少年たち』のタイトルで映画化された。ジャニー喜多川が初製作総指揮を務めるジャニーズ舞台初の映画化作品となり、東西ジャニーズJr.総勢100人が出演する。監督は2013年に『関西ジャニーズJr.の京都太秦行進曲！』を撮影した縁から本木克英が抜擢された。
時代は2012年の少年刑務所。赤房のSixTONESメンバーと青房のSnow Manメンバーの対立、そんな彼らを面白がって傍観する黒房のなにわ男子や関西ジャニーズJr.メンバーの姿をメインに、やがて仲間となり、明日への一歩を踏み出していく少年たちの姿が描かれる。監督の本木は当初2組のチームが対立する構図を想定していたが、ジャニーの意向で3チームに増やされている。また、横山裕が新任の看守役、戸塚祥太が児童相談施設の後見人役として登場する。脚本作りの際には、舞台版とは異なり、映画版では少年たちがなぜ少年刑務所に入らざるを得なかったのかという背景をしっかり描くことが心掛けられ、キャストにも「自分がなぜここにいるのか、脚本に書かれていない人物のバックボーンもイメージしてほしい」と伝えられた。
舞台セットのモチーフともなった明治時代に建築された五大監獄の一つで重要文化財である旧奈良監獄をメインに、2018年2月に約3週間弱、刑務所の外のシーンは同年7月に1週間かけて撮影された。現場が重要文化財に指定されているため、暖房器具が使用できず、飲食も禁止だったため、制作陣もまるで本当に収監されているような感覚を味わったという。見どころでもある冒頭ワンカット約8分のダンスシーンは、プロのダンサーで何度もリハーサルを行ったうえで本人たちが前日にダンサーの動きを覚え、ジェシーや岩本を中心に全員で自主練習を繰り返し、本番は失敗無く一度で撮り終えた。このシーンについてはのちに、撮影していた2018年に話題になっていたミュージカル映画『ラ・ラ・ランド』の冒頭ワンカットのシーンを見た木本が「自分たちもこれくらいのことをしたい」と話したところ、ジャニーズ側の振付師が「うちはもっとスゴイことができますよ！」と返して実現したものであることが明かされている。

### 封切り
2019年3月29日に全国158館で公開され、3月30日・31日の全国映画動員ランキングでは第8位。ぴあ映画初日満足度ランキングでは1位を記録した。ジャニー喜多川の発案により、「映画と実演」と題して公開日の3月29日から4月7日までの10日間・計34回、丸の内ピカデリー限定で出演者がランダムで映画館に登場し、生のパフォーマンスを繰り広げるという実験的な試みが実施され、客席数約3万席に対し応募数は110万通に達した。また、4月13日からは応援グッズやサイリウムの持ち込みを可能とした応援上映も行われた他、4月15日に丸の内ピカデリーにて行われた『「映画 少年たち」映画と実演 アンコール上映会』では計53名のジャニーズJr.が出演して実際に楽曲が披露され、その模様は全国155館でライブビューイングで公開された。
2019年4月13日に開幕した「第9回北京国際映画祭」パノラマ部門に出品され、4月14日にチャイナフィルムアーカイブで行われた舞台挨拶付き上映会には出演者から代表してジェシーが登壇し、北京語で挨拶も行った。600席のチケットは発売2分で完売した。
製作総指揮のジャニー喜多川が2019年7月9日に逝去したことから、同年8月16日より追悼上映として再度上映が行われた。
テレビでは2020年4月24日に映画『バニラボーイ トゥモロー・イズ・アナザー・デイ』と共にWOWOWで初放送され、これを記念してtwitter上でハッシュタグをつけてツイートして盛り上がるという視聴者参加型のSNS企画が実施された。

#### DVDリリース・派生作品
2019年12月4日にDVDとBlu-rayが発売され、映像特典「完成披露試写会」「旧奈良監獄凱旋イベント」「特別試写会」「初日 舞台挨拶（大阪 東京）」「映画と実演ダイジェスト」も収録された。また、これを記念して2019年10月24日より全国7か所で赤房、青房、黒房のキャストが着用した衣装が並ぶ展示会が開催され、衣装展の実施店舗を含む全国63か所で場面写真を使用したパネル展が開催された。DVDとBlu-rayは12月12日発表のオリコン週間DVD・BDランキングで共に初登場1位を獲得した。

### あらすじ
2012年、奈良少年刑務所に収監され、赤房に入ることになったジュン（京本大我）。刑務所では赤房の囚人たちと青房の囚人たちがお互いをライバル視し、看守の目を盗んでは毎日のように争い、黒房の囚人たちはそれを時にはやし立てながら眺めていた。そんなある日、新しい処遇部長の中林（横山裕）が赴任してくる。冷酷で高圧的、容赦なく暴力もふるう中林が看守長となったことで他の看守達の締め付けも厳しくなり、囚人たちは次第にうっぷんがたまり始める。そんな中、ジョー（ジェシー）は弁護士から、母親が実は癌で余命が少ないことを知らされる。ジョーを母親に会わせてあげたいと考えたジュンは脱獄することを提案。そしてもうすぐ出産を控えた美咲（山下リオ）に会いたいというタスク（深澤辰哉）の願いを叶えたい青房の囚人たちが脱獄計画に協力したいと申し出たことで、初めて囚人たちは一致団結する。
最初は計画に反対していたダイケン（松村北斗）がブレーンとなり、ある夜、脱獄計画は実行される。一斉に走り出しながら、ジョーとタスクだけでもなんとか脱獄させようとした囚人たちだったが、ジョーは捕まってしまい、ジュンは看守達の目を引くためにおとりになって屋根に上った末に転落して亡くなってしまう。タスクは唯一脱獄に成功し、美咲と産まれた子供に会うことができたが、追手はすぐそばまで来ていた。
2年後の2014年、ジョーが出所する。中林は「俺はもう、お前の顔は見たくない」と送り出す。
それから5年後の2019年、かつての奈良少年刑務所は「プリズンホテル奈良」としてホテルに生まれ変わっていた。中林は自分の子供を連れ、オープニングセレモニーに参列すると、そこではかつての囚人たちがホテルマンとして働いていたり、客としても訪れていた。中林は中庭で、囚人たちのことや、彼らの似顔絵をノートに書いていたジュンのことを思い出す。

### キャスト

#### 赤房
高山ジョー（112番）
演 - ジェシー（SixTONES）
赤房のリーダー。いつも青房のコウタに突っかかられ、喧嘩に発展してしまう。青房の囚人達に目をつけられた新入りのジュンをかばったり、優しくて不良に向いてないクロをあえて自分のグループから離したりと他人想いな一面がある。父親はアメリカ軍の兵士だがジョーが小さい頃に自殺している。父親の死後、様々な男性の家を転々としていた母の貴子を軽蔑している。
5年後、ホテルとして生まれ変わった刑務所を訪問し、かつての仲間達と再会した。
粟田ジュン（264番）
演 - 京本大我（SixTONES）
赤房の新入り。最初は仲間達に心を開かなかったが、ジョーの行動や言葉がきっかけで徐々に心を開き始める。施設育ちであり施設員の宮崎が親代わり。友人の隼人と共に飲食店を出すため、働いて得たお金を隼人に預けていたが、それを隼人が詐欺師に渡しているのを知り、裏切られたと勘違いして詐欺師に暴行を加え、傷害罪で収監された。のちに隼人からの手紙で、彼も騙されていたことで、自分が裏切られたわけではなかったことを悟り、涙を流す。絵を描くのが得意で、宮崎から貰ったノートに仲間の似顔絵を描いていた。
エガオ（18番）
演 - 髙地優吾（SixTONES）
ジョーと同じ部屋であり、新しくきたジュンに刑務所内のルールや仲間たちを紹介する。不良グループにいじめられた仕返しで、リーダーをバイクで引きずり回したために収監される。トラウマがあり、他人の争いを見ると、過去に自分がいじめられていたことを思い出して動けなくなってしまう。
7年後はホテルとして生まれ変わった刑務所でホテルマンとして働いている。
ダイケン（391番）
演 - 松村北斗（SixTONES）
学業優秀。バレーボール部でエースアタッカーだったが、共働きで多忙な両親の代わりに認知症の祖母の介護や弟の面倒を見るため部活を引退。介護のせいで遅刻したにも関わらず、教師から理解が得られず問い詰められ、ハサミで刺してしまい収監される。赤房のブレーンであり、ヒロトに勉強を教えたり、脱走計画の作戦を練ったりと頼られる存在。最初はジュンの脱走計画には「帰りを待っている家族がいるため刑を延ばしたくない」と言い反対していたが、ジョーやジュンの想いや情報屋の説得、黒房のケンタに対する想いを知り計画に加担する。
7年後は、会社員となっている。
ヒロト（7番）
演 - 森本慎太郎（SixTONES）
戸籍が無いため病院にも学校にも行けず、レンタルビデオも借りたことがないため、仲間達からは世間知らずといわれている。小学生程度の学力しかなく、ダイケンに算数や読めない字を教えてもらっている。明るい性格でウケがいい。
7年後、ホテルとして生まれ変わった刑務所に訪れた。
情報屋（482番）
演 - 田中樹（SixTONES）
名前の通り情報屋であり、看守と世間話をしたりして隙を作り、情報を得ている。中林が来て環境が変わり退屈になったことをよく思っておらず、ジュンの脱走計画も退屈しのぎと看守たちに一泡吹かせる意味で加担し、反対していたダイケンを上記の理由でやる意味があると説得している。
7年後は、ホテルとして生まれ変わった刑務所に記者として訪れている。

#### 青房
コウタ（501番）
演 - 岩本照（Snow Man）
青房のリーダー。中学時代の親友だったクロが一時期ジョーと仲良くしていたにも関わらず、グループを抜けさせられた挙句に死んだことから、ジョーのことを恨んでいる。母親から自身を産んだことを否定されて育ったため、タスクが美咲や子供に会いたいという思いを聞き、「生まれてくる子供に親の都合は関係ない。大事にしないと俺たちみたいになる」と親の支えが必要なことを仲間達に説得し、ジュンの脱走計画に加担する。
タスク（55番）
演 - 深澤辰哉（Snow Man）
出産が近い美咲という彼女がおり、美咲からくる手紙を何度も読み返して会いたい想いをつのらせる。
7年後は出所しており、美咲と子供と暮らしている。
リョウ（189番）
演 - 渡辺翔太（Snow Man）
人を傷つけて収監されているが、自分の無実を信じている幼い弟のレイには本当のことを言い出せないでいる。
7年後はツアーガイドをしている。
ホスト（131番）
演 - 阿部亮平（Snow Man）
女好き。美咲がタスクに手紙を送っていることを羨ましがる。
7年後、シュンソクとマルと共にホテルとして生まれ変わった刑務所に向かう。
シュンソク（66番）
演 - 宮舘涼太（Snow Man）
名前の通り脚が早く、脱走計画ではおとりとなり、持ち前の脚の速さで看守たちを翻弄させた。
7年後ホストとマルと共にホテルとして生まれ変わった刑務所に向かう。
マル（9番）
演 - 佐久間大介（Snow Man）
赤房に新入りがきたことをいち早くコウタに知らせる。
7年後、シュンソクとホストと共にホテルとして生まれ変わった刑務所に向かう。

#### 黒房
炭谷（16番）
演 - 西畑大吾（なにわ男子）
黒房のリーダー。争いは好まず、目立たずに大人しくしてるようにと黒房の仲間達を統率している。ケンタが体調不良を訴えても何もしてくれない看守たちに苛立ちを見せる。
7年後はツアーガイドをしている。
タツヤ（240番）
演 - 向井康二（Snow Man）
黒房のボケ担当。
7年後は警備員をしている。
ケンタ（91番）
演 - 室龍太（関西ジャニーズJr.）
病弱体質で度々作業を休んでいたが、中林が来てからは体調不良を訴えても聞き入れてもらえず、病状が悪化して脱走計画より前に医療刑務所行きになる。
7年後は警備員をしている。
ショウゴ（305番）
演 - 正門良規（Aぇ! group）
7年後はツアーガイドをしている。
マサキ（11番）
演 - 小島健（Aぇ! group）
7年後はツアーガイドをしている。

#### 主要人物の関係者
川島隼人
演 - 宮近海斗（Travis Japan）
料理人見習い。前述の通りジュンと店を出すため2人で貯金していたが、それを元手に資金を増やそうとして詐欺師に騙される。ジュンが詐欺師を暴行し、傷害罪で収監されてしまったことを後悔しており、ジュンとの面会を希望するが拒否されたため、宮崎にジュン宛ての手紙を託す。
マキオ
演 - 大西流星（なにわ男子）
喫茶店の店員。隼人やジュンがよく店で2人で話しているのを見かけており、いつからか姿を見せなくなったジュンを気に掛ける。
レイ
演 - 嶋﨑斗亜（Lil かんさい）
リョウの弟。リョウは無実だと信じている。
クロ
演 - 中村嶺亜（7 MEN 侍）
コウタの中学からの親友で、ジョーとも面識がある。ジョーのグループから離れた後、近づいてしまったヤクザに殺されてしまい、これが原因でジョーとコウタが対立する。
少年
演 - 川﨑皇輝（少年忍者）
中林の子供。ホテルとして生まれ変わった刑務所を父親の中林と訪問する。更生したジョー達からジュンのノートを受け取り、中林に渡す。

#### その他
- HiHi Jets
- 美 少年
- 7 MEN 侍
- 5忍者
- Jr.SP
- なにわ男子
- 関西ジャニーズJr.

宮崎
演 - 戸塚祥太（A.B.C-Z）
児童養護施設の職員。他人を殴った本当の理由を話さないジュンを気にかけ、面会したり、ノートを差し入れたりする。
美咲
演 - 山下リオ
タスクの彼女で、タスクの子供を妊娠している。頻繁にタスクに手紙を送っている。
貴子
演 - 森口瑤子
ジョーの母親。様々な男を頼らなければジョーを育てていけなかった負い目から、ジョーの面会にはだんだん足が遠のいており、自分が癌で余命少ないことも告げずにジョーから距離を置こうとする。
藤野
演 - 伊武雅刀
主任矯正処遇官（看守）。長年看守をしており、今は主に資料整理をしている。中林と異なり、囚人たちには時に優しく諭す。
中林
演 - 横山裕
処遇部長（看守長）。過去に違う刑務所の囚人達に集団暴行されて足が不自由となり、それが原因で囚人達に厳しく高圧的に接するようになった。

### スタッフ
- 製作総指揮：ジャニー喜多川
- 監督：本木克英
- 脚本：石川勝己
- 脚本協力：川浪ナミヲ、高見健次
- 音楽：長谷川雅大
- 撮影：南野保彦
- 照明：江川敏則
- 美術：須江大輔
- 録音：栗原和弘、松本悟
- 編集：川瀬功（J.S.E.）
- 助監督：井上昌典
- 振付：SANCHE
- 特別協力：法務省
- 企画協力：ジャニーズ事務所
- 配給：松竹
- 制作プロダクション：松竹撮影所
- 製作：映画「少年たち」製作委員会（松竹、ジェイ・ストーム）